# Mare e Sardegna
Mare e Sardegna è un libro di viaggio dello scrittore inglese D.H. Lawrence effettuato nel gennaio del 1921.

## Trama
Descrive il viaggio intrapreso nel gennaio 1921 da Lawrence e la moglie Frieda, chiamata anche Queen Bee (Ape Regina), da Taormina in Sicilia verso Cagliari e poi nell'interno della Sardegna. Hanno visitato Cagliari, Mandas, Sorgono e Nuoro. Nonostante la brevità della sua visita, Lawrence distilla una sua particolare essenza dell'isola e della sua gente, oggi ancora riconoscibile.
Originariamente pubblicato a puntate in The Dial nei mesi di ottobre e novembre 1921, è stato poi edito in volume lo stesso anno a New York da Thomas Seltzer, con illustrazioni di Jan Juta. Un'edizione inglese, pubblicata da Martin Secker, è uscita nel mese di aprile 1923.

## Edizioni italiane
- David Herbert Lawrence, Mare e Sardegna, traduzione di Tiziana Serra, a cura di Luciano Marrocu, Scrittori di Sardegna, Ilisso Edizioni, 2000,  p. 239, ISBN 88-87825-17-3 (archiviato dall'url originale il 6 settembre 2012).
- D.H. Lawrence, Mare e Sardegna, traduzione di Mezzacapa D., Tradizioni italiane, Newton & Compton, 2007,  p. 236, ISBN 88-8289-709-5.

## Edizioni in inglese
- Sea and Sardinia (1921), edited by Mara Kalnins, Cambridge University Press, 1997, ISBN 0-521-24275-4.
- Sea and Sardinia (1921), edited by Jon Clarke (Publisher & Editor) - The Olive Press, London , 1989 ISBN 0-946889-20-1.